# Beck (Automarke)

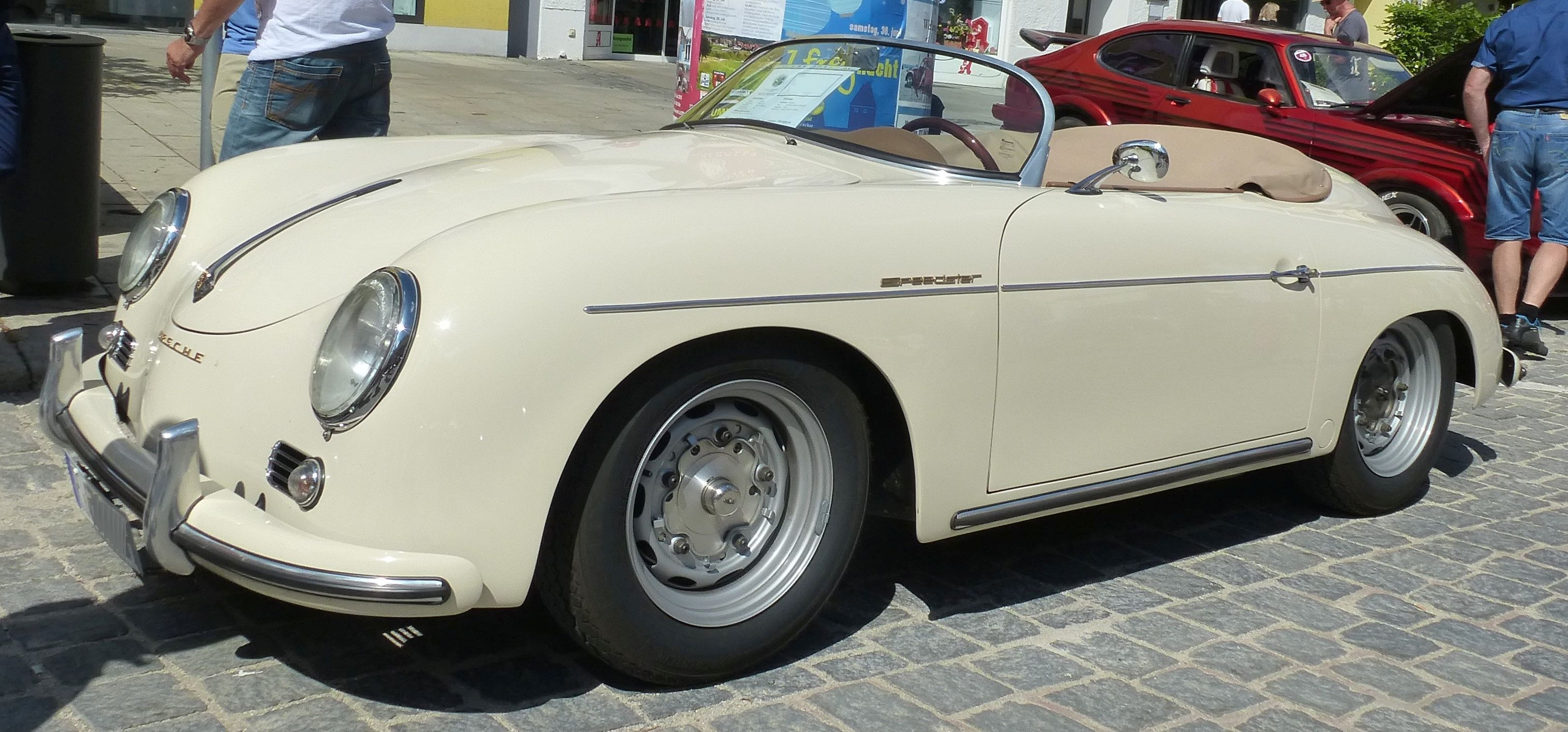
Beck Speedster

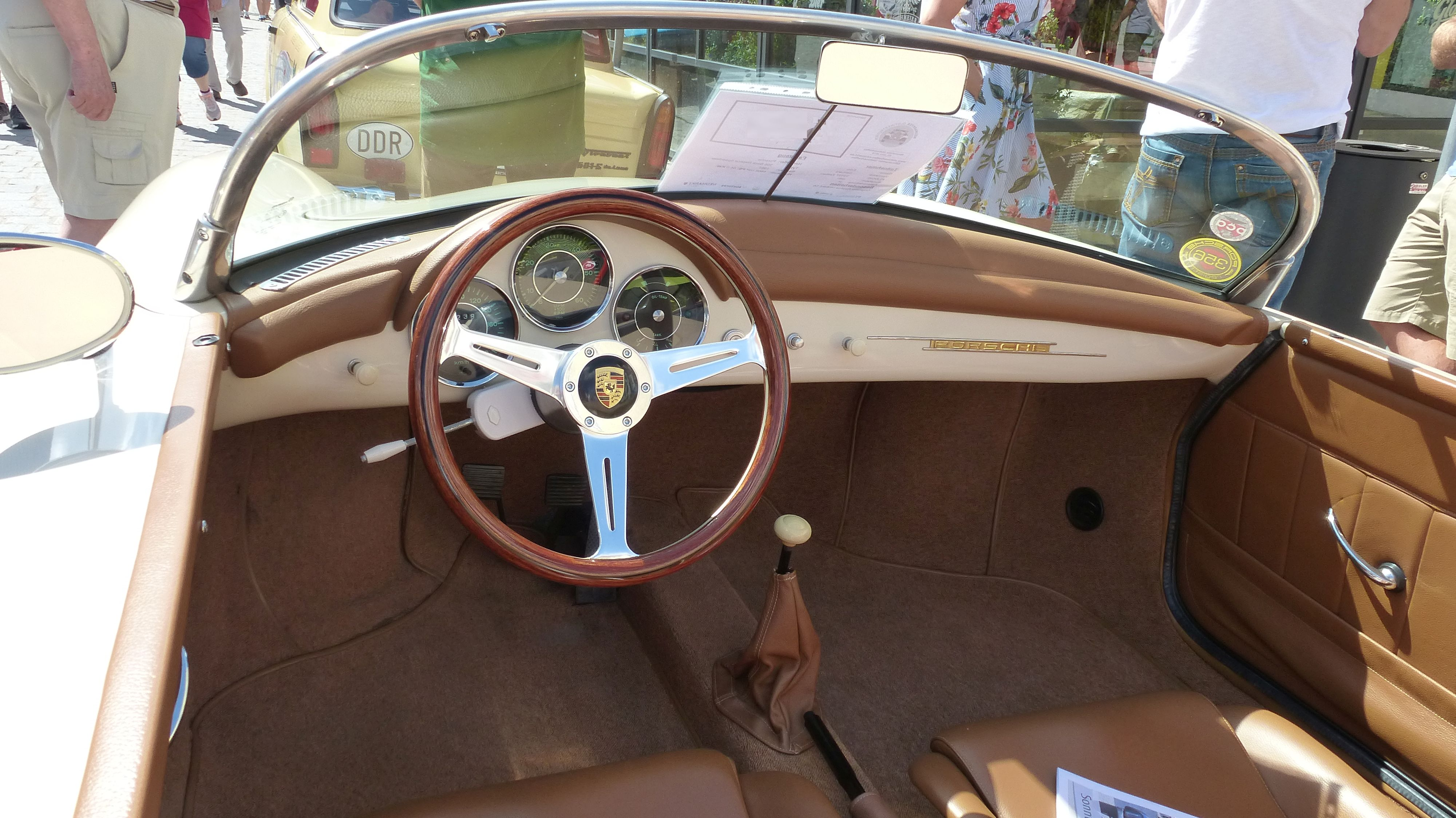
Interieur

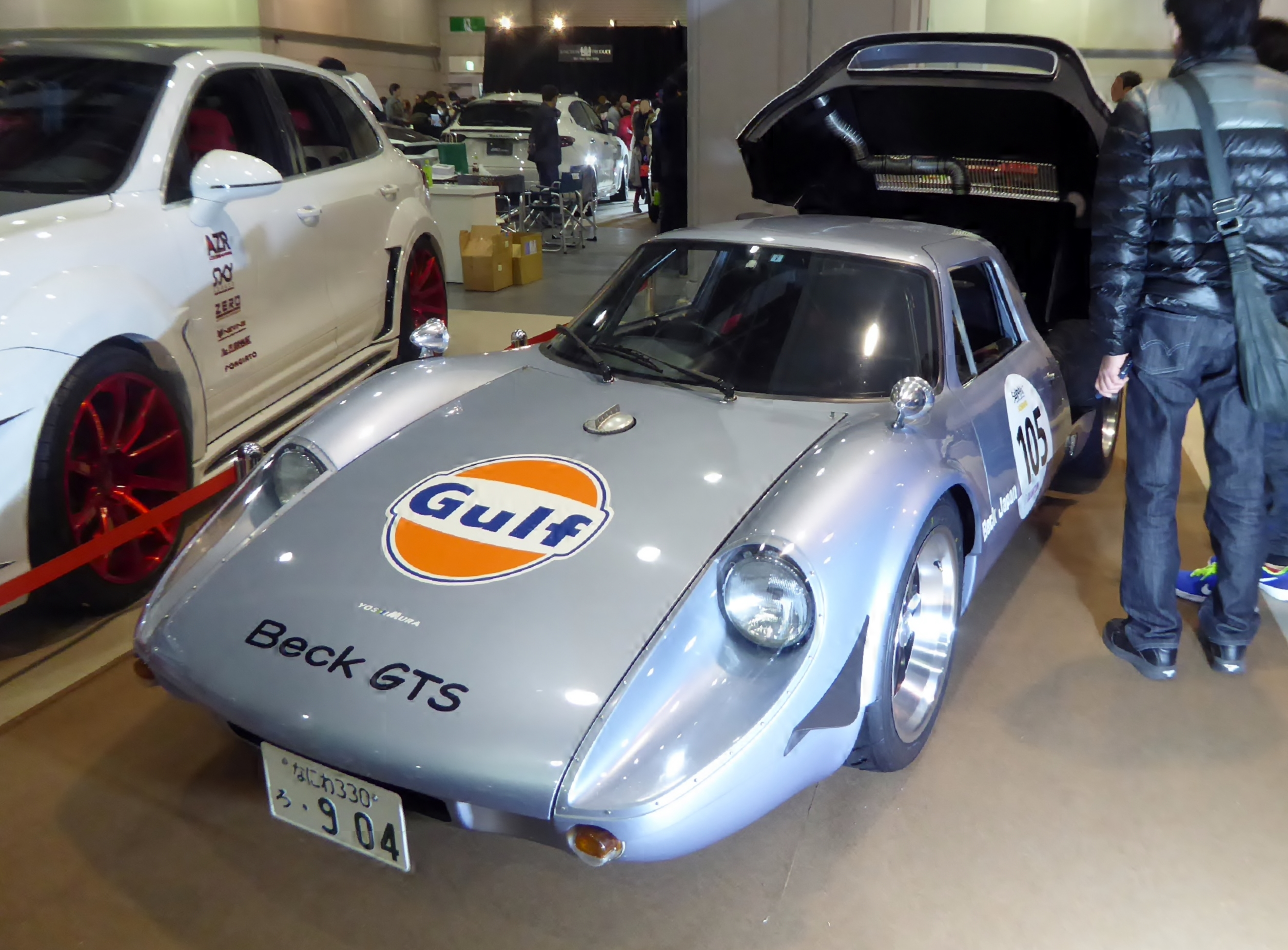
Beck GTS

Beck ist eine US-amerikanische Automarke.

## Markengeschichte
Chuck Beck gründete Anfang der 1980er Jahre das Unternehmen Beck Development in Upland in Kalifornien. Er begann 1982 oder 1984 mit der Produktion von Automobilen. Der Markenname lautet Beck. 1986 kam es zu einer Partnerschaft mit Kevin Hines von Special Edition Inc. aus Bremen in Indiana.
Für ein aktuelles Modell ist die Firmierung Beck Development Corporation mit Sitz in Atlanta, Georgia überliefert.
Eine Quelle gibt an, dass Beck Development nur bis 2002 der Hersteller war, dann Chuck Beck Motorsport aus Wimberley in Texas bis 2003, nach Umzug aus Baldwin Park in Kalifornien bis 2005, und anschließend bis 2009 Automotive Legends North America Inc. aus Malibu in Kalifornien.
In der Vergangenheit bestand eine Verbindung zu Chamonix NG Cars aus Brasilien.

## Fahrzeuge
Im Angebot stehen Nachbildungen klassischer Sportwagen von Porsche. Dabei handelt es sich um Porsche 356 als Speedster, Porsche 550 und Porsche 904. Die Karosserien bestehen aus Kunststoff.
Der Shogun aus den 1990er Jahren war ein Ford Festiva mit einem 200 PS starken Motor vom Ford Taurus im Heck.
Aus der gleichen Dekade stammte der Nachbau eines Rennsportwagens von Lister Cars, dessen Motor wahlweise von Jaguar oder Corvette kam.